# Alberto Savinio
Alberto Savinio, eigentlich Andrea Di Chirico bzw. in anderer Schreibweise Andrea de Chirico (* 25. August 1891 in Athen; † 5. Mai 1952 in Rom), war ein italienischer Schriftsteller, Maler und Komponist.

## Leben

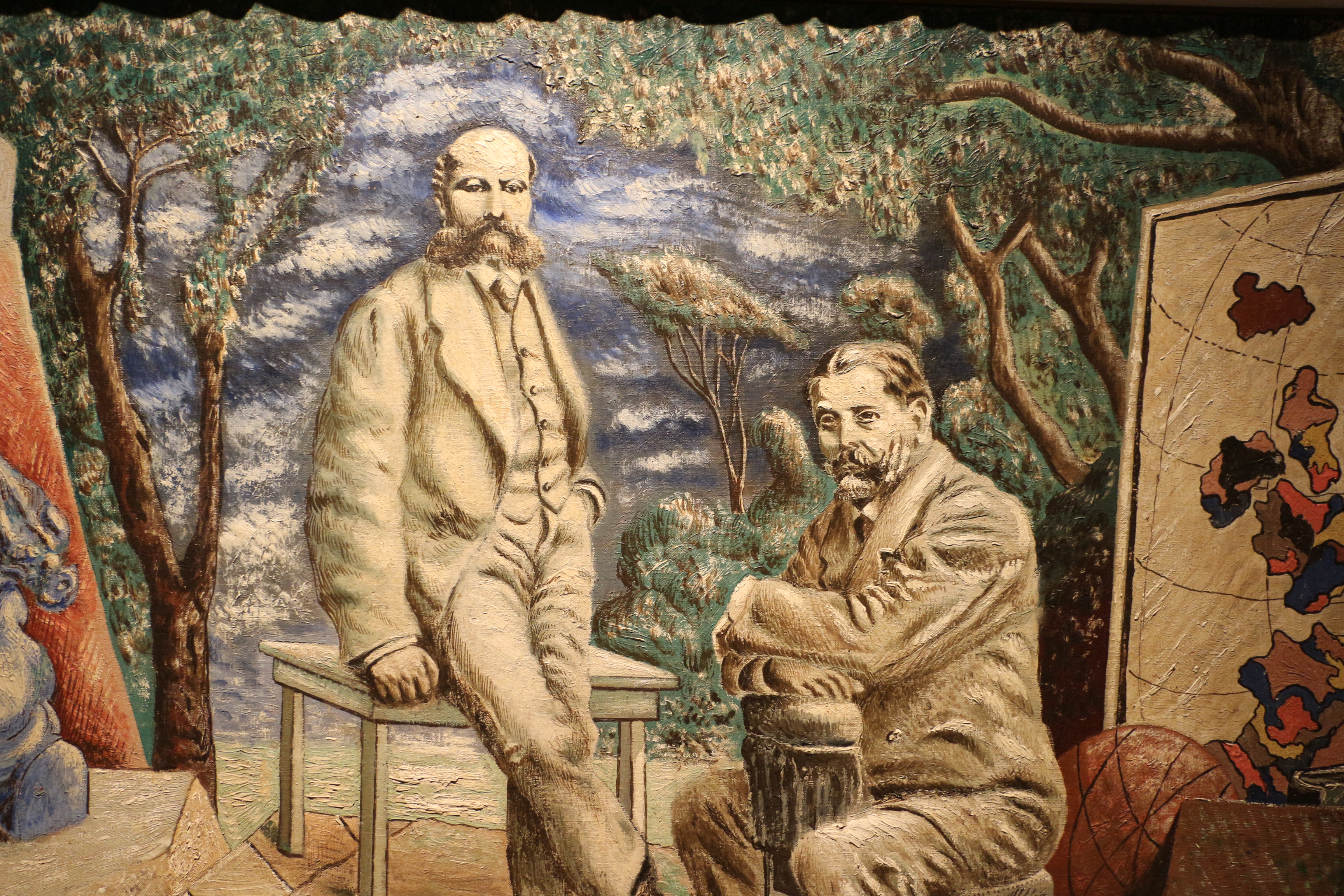
Die alte und die neue Welt (1927)

Savinio war der Sohn von Emma Cervetto und Baron Evaristo Di Chirico und der Bruder des Malers Giorgio Di Chirico (1888–1978).
Er erhielt zunächst am Konservatorium seiner Geburtsstadt eine Ausbildung zum Pianisten.
Nach dem Tode des Vaters 1905 übersiedelte die Familie nach München, wo sie nach Aufenthalten in Venedig und Mailand wahrscheinlich 1906 eintraf. Dort studierte er für kurze Zeit bei Max Reger, außerdem beschäftigte er sich mit den Schriften der Philosophen Otto Weininger, Arthur Schopenhauer und Friedrich Nietzsche. Nach Misserfolgen mit seinen Kompositionen ging er 1910 nach Paris, wo er mit den Avantgardisten der Zeit bekannt wurde: Pablo Picasso, Blaise Cendrars, Francis Picabia, Jean Cocteau, Max Jacob und Apollinaire. Für den surrealistischen Teil seines literarischen Werks, repräsentiert etwa in Menschengemüse zum Nachtisch (dt. 1980), mögen diese Begegnungen von Bedeutung gewesen sein.
Anfang 1914 trat er unter dem Pseudonym „Alberto Savinio“ in Erscheinung; die Veröffentlichung von Les chants de la mi-mort in der Ausgabe 3 (Juli/August 1914) der Zeitschrift Les Soirées de Paris erfolgte bereits unter diesem Namen.
1915 kehrte er zusammen mit seinem Bruder Giorgio nach Italien zurück. Zunächst hielten sie sich in Florenz auf und waren seit 1916 in Ferrara, wo sie Kontakt zum dortigen Künstlerkreis um Filippo De Pisis und Carlo Carrà hatten.
Nachdem er sich schon 1915 freiwillig zur Armee gemeldet hatte und zunächst in einem Sanatorium Dienst tat, wurde er 1917 an die Front nach Thessaloniki geschickt.
Nach dem Ende des Krieges ging er nach Rom, wo er vorwiegend in Zeitschriften, darunter auch La Ronda, theoretische und narrative Texte veröffentlichte.
Savinio gehörte 1924 zu den Mitbegründern des Teatro d'Arte. 1926 heiratete er Maria Morino. Aus der Ehe gingen 1928 die Tochter Angelica und 1934 der Sohn Ruggero hervor.
Im Jahr der Hochzeit zogen sie nach Paris, wo Savinio sich vermehrt der Malerei widmete. 1933 veröffentlichte er in Le Surréalisme au service de la révolution, Ausgabe 5, Achille énamouré mêlé à l'Evergète. Dieser Text wurde in italienischer Übersetzung unter dem Titel Achille innamorato erstmals 1938 in Florenz in dem gleichnamigen Sammelband veröffentlicht.
1933 kehrte Savinio endgültig nach Italien zurück, wo er seit 1934 vor allem für La Stampa arbeitete. Ab 1935 lebte er in Rom. 1936 starb seine Mutter. Im Jahr 1943 tauchte er zeitweise unter.
Nach Kriegsende arbeitete er vor allem für den Corriere della sera und den Corriere d'informazione. Er betätigte sich als Dramaturg und Opernregisseur, daneben schrieb er Opern und Dramen.

## Werke (Auswahl)
- Dico a te, Clio (1940)
- L'infanzia di Nivasio Dolcemare (1941), dt. Kindheit des Nivasio Dolcemare (Frankfurt a. M. 1996)
- Narrate, uomini, la vostra storia (1942)
- Casa "la vita" (1943)
- Ascolto il tuo cuore, città (1944), dt. Stadt, ich lausche deinem Herzen (Frankfurt a. M. 1993)
- Sorte dell'Europa (1945)
- Tutta la vita (1945), dt. Das ganze Leben (Frankfurt a. M. 1991)
- Orto di ortaggi umani, dt. Menschengemüse zum Nachtisch (München 1980)
- Nuova enciclopedia (1977), dt. Neue Enzyklopädie (Frankfurt a. M. 1983), Mein privates Lexikon. Mit Illustrationen des Autors. Eichborn, Frankfurt am Main 2005, Reihe Die Andere Bibliothek Band 241, ISBN 978-3-8218-4551-7.

In der Neuauflage von 1948 wird Tutta la vita um die Sammlung Racconti inediti und die Erzählung La famiglia Mastinu (ovvero Morte ammazza Noia) ergänzt.
Die Auflage von 1969 enthält außerdem die Sammlung Achille innamorato (Gradus ad Parnassum) und die Erzählung L'angolino.